# إقامة فورتسبورغ

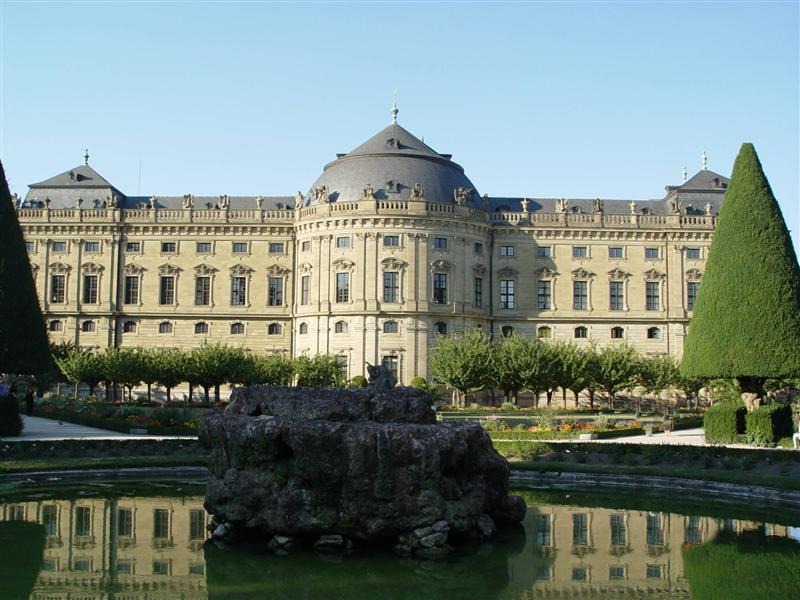
نافورة الحديقة

إقامة فورتسبورغ (بالألمانية: Würzburger Residenz)، قصر في مدينة فورتسبورغ ألمانية. صمم من قبل عدد من أهم المهندسين المعماريين الباروكيين، أشرف لوكاس فون هيلديبرانت وماكسيمليان فون فيلش على التصميمات ذات الطراز الباروكي النمساوي والجنوب ألماني، وكذلك روبر دو كوت وجرمان بوفراند أبرز المعماريين في الطراز الفرنسي، ويعد بالتازار نويمان (مهندس محكمة أسقفية فورتسبورغ) المعماري الرئيسي في تصميم هذا القصر وبتكليف من الأمير الأسقف يوهان فيليب فرانس شونبورن وأخيه فردريك كارل في عام 1720 وتم الانتهاء من أعماله عام 1744.
يوجد بالداخل مجموعة رائعة من اللوحات الجدارية الجصية من أعمال الرسام البندقي جامباتيستا تييبولو بالتعاون مع ابنه جاندومينيكو من أبرز مرافقه الداخلية القيمة السلم الكبير والمصلى والصالون الكبير، أطلق عليه نابليون لقب «أجمل بيت قسيس في أوروبا». تعرض القصر لأضرار جسيمة من خلال قصف الحلفاء إبان الحرب العالمية الثانية وبمجرد انتهاءها بدأت أعمال الصيانة عام 1945.

## التاريخ
حتى بداية القرن الثامن عشر أقام الأساقفة الأمراء في قلعة مارينبيرغ. انتقل الأمير الأسقف يوهان فيليب فرانس شونبورن إلى قصر بني بين عامي 1701 - 1704، بيد أنه لم يعتبر لائقا بمقام الأمير، ومن خلال ربحه ما مجموعه ستة مائة ألف فلورين (ثروة حقيقية ذلك الوقت) من محكمة في نفس عام اعتلاءه العرش استغله في بناء قصر أراد أن يظر من خلاله للعالم حالة ملكه ومملكته، وساهم في بناءه عمه لوتر فرانس فون شونبورن (الذي كان الأمير الأسقف لمدينة ماينتس) وأخيه فردريك كارل فون شونبورن مصلح المستشارية الإمبراطورية في فيينا، وقد ساهم كلاهما بأفكار وفنانين متوجدين في مناطقهم.

## البناء
المبنى له شكل مستطيل بطول 167 متر وعرض 97 متر، مع مساحة واسعة مخصصة للحديقة باتجاه المدينة.
يوجد بالقصر 400 غرفة، وداخل المبنى يوجد ردهة بها السلم الكبير المؤدي الأدوار العليا ؛ في هذا الصالون الكبير يوجد أكبر لوحة جدارية جصية في العالم (بمساحة 670 متر مربع) من أعمال تيبولو 1752-1753، تمثل أمجاد سادة فورتسبورغ عبر قارات العالم الأربعة المعروفة ذلك الوقت.
في جنوب غربي المبنى يوجد Hofkirche وهي كنيسة خاصة بنيت على الطراز الباروكي زخارف جصية ومنبر من تصميم فنانين إيطاليين، خارج البناء يوجد حديقة ضخمة تسمى Hofgarten صممت هي الأخرى في القرن الثامن عشر.
القصر مع الحديقة وساحة الإقامة أدخلت في عام 1981 ضمن قائمة اليونسكو لمواقع التراث العالمي.

## معرض صور

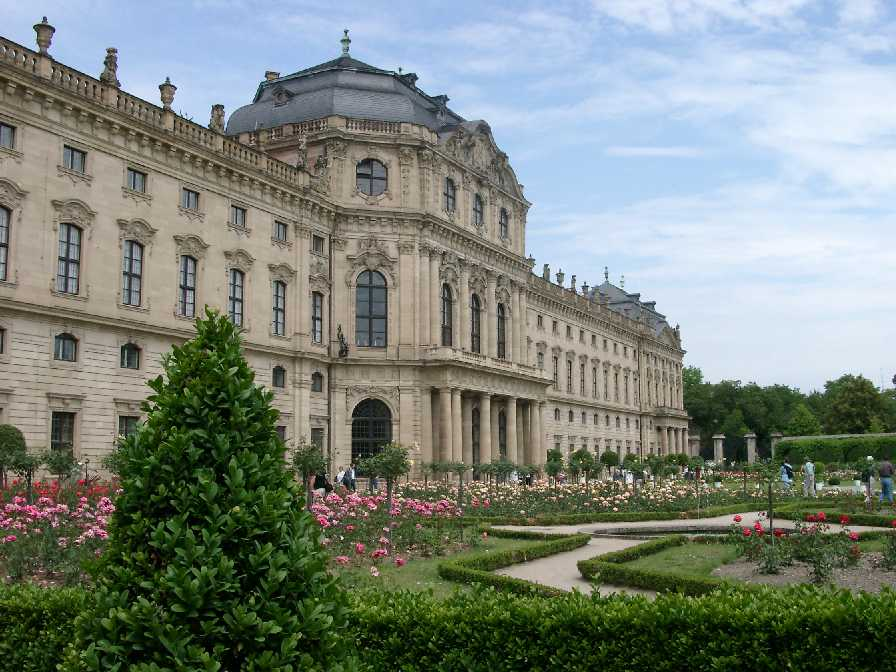
إقامة فورتسبرغ وحديقته

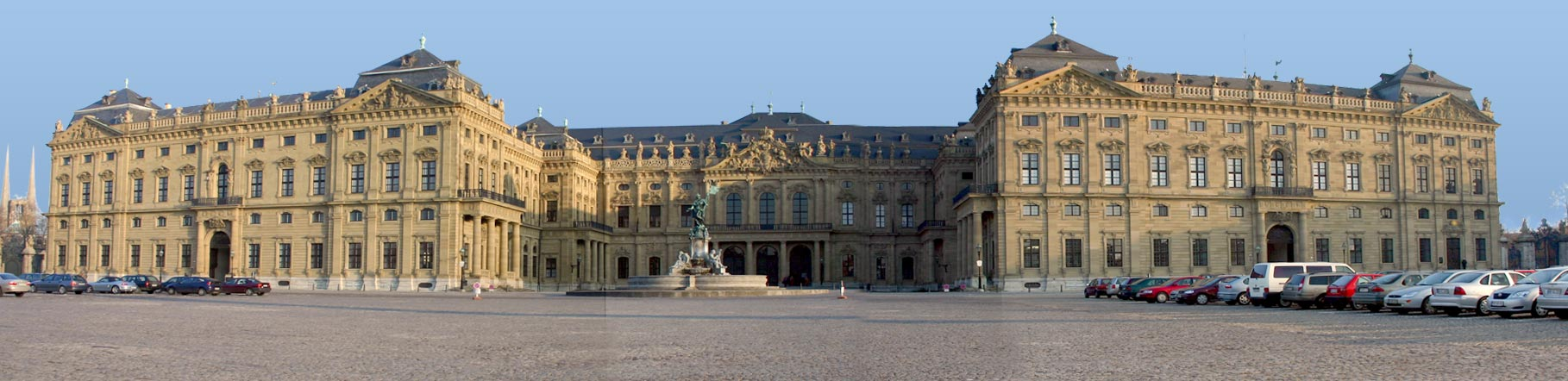

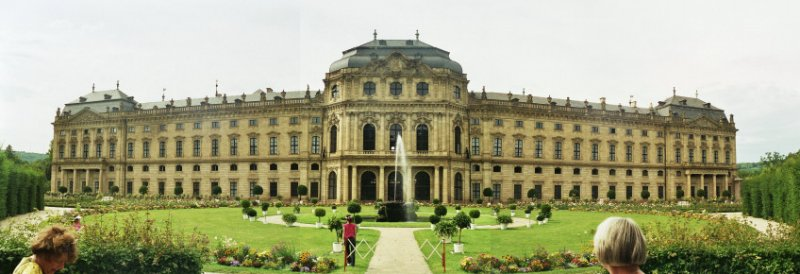

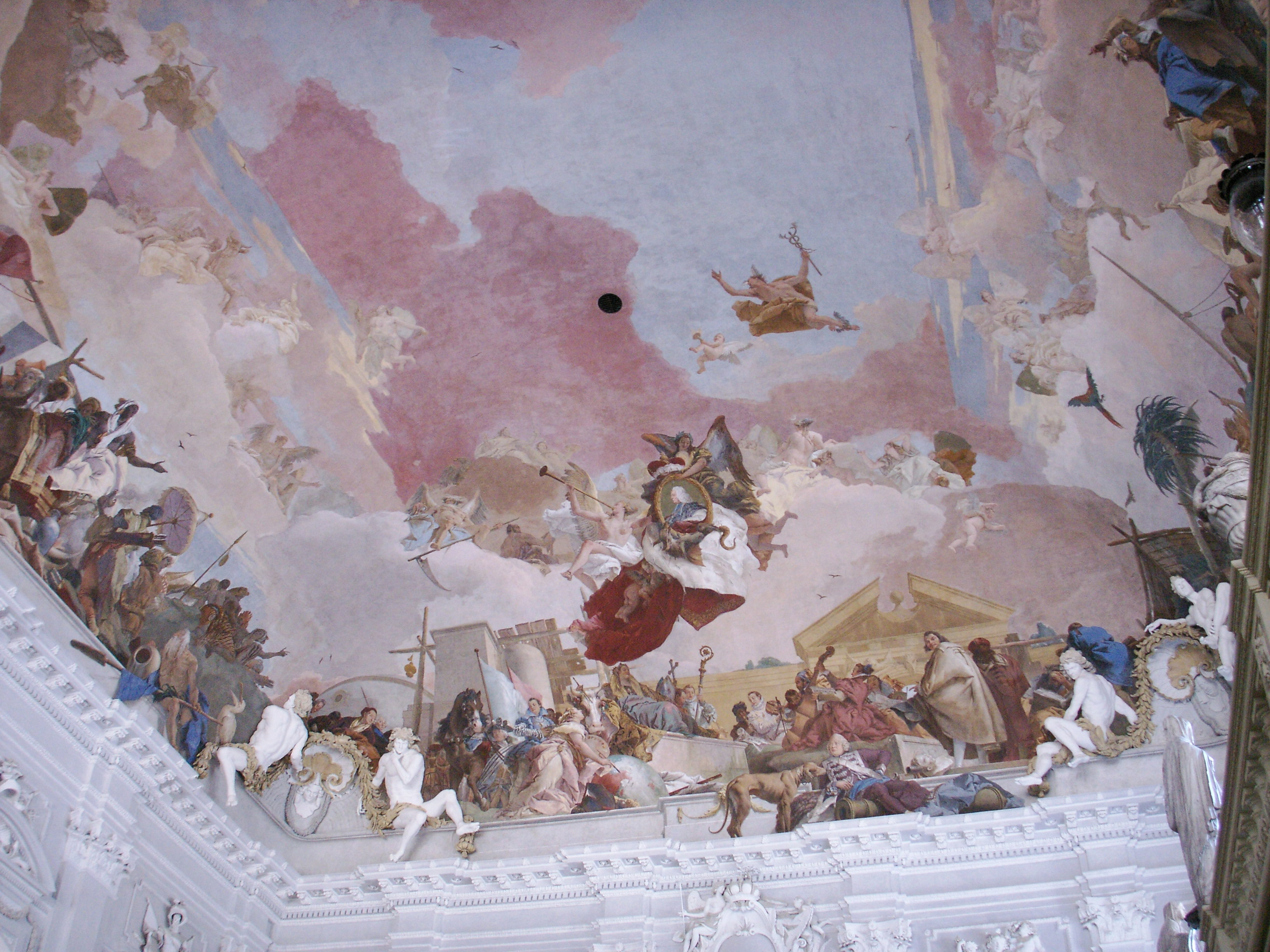
أكبر لوحة فنية في العالم تزين قبوة السلم الرئيسي (من عام 1750)

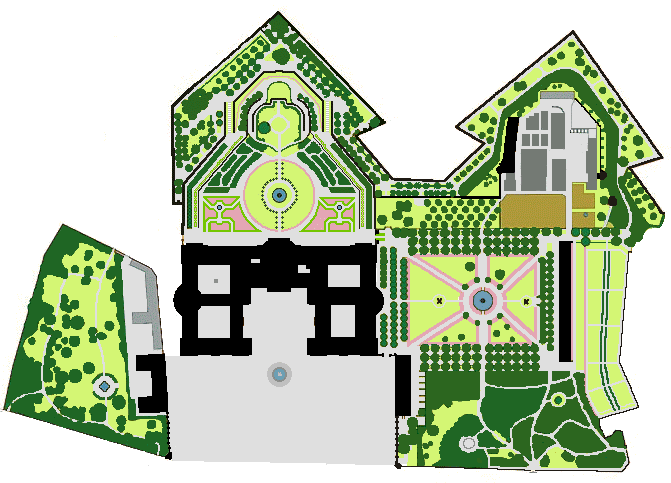
Würzburg Residence with Court Garden

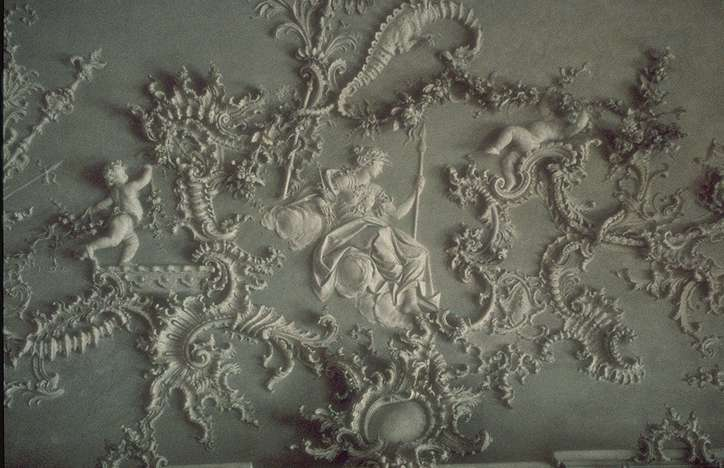
جزء من أعمال الزينة بالجص في القاعة البيضاء

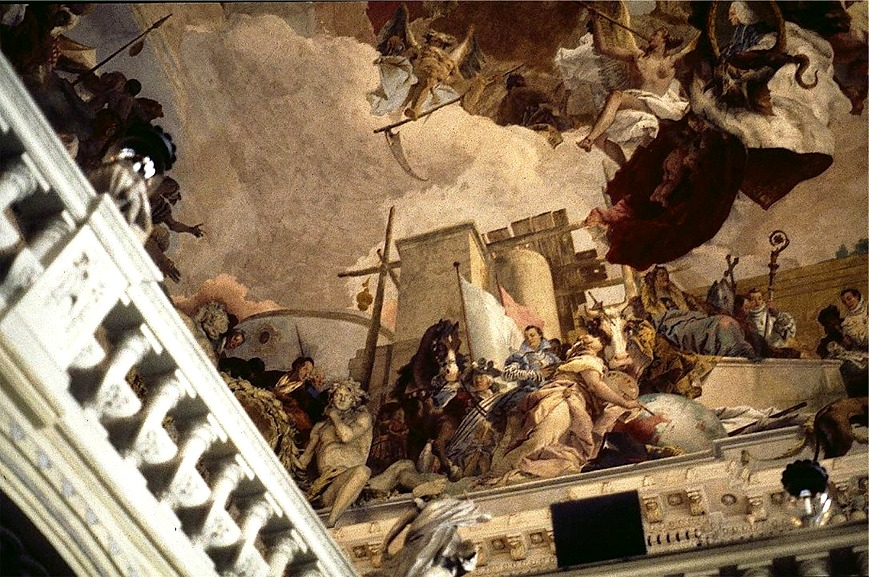
جزء من لوحة سقف السلم الرئيسي؛ فن الروكوكو.

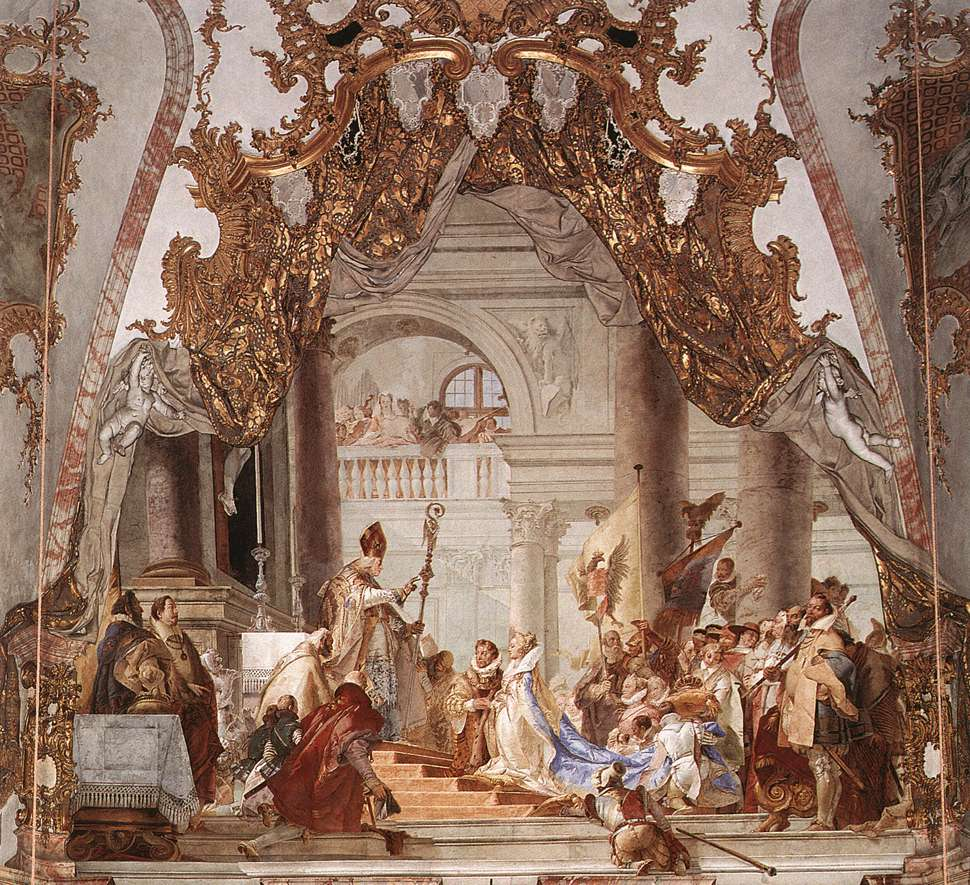
زواج فريدريك وبياتريس

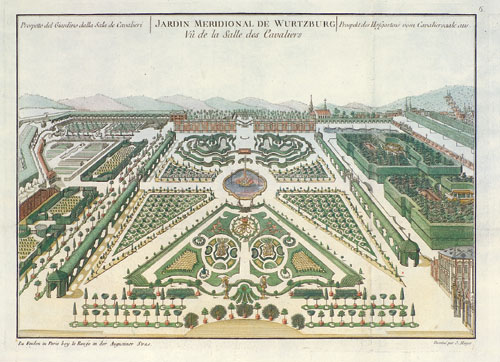
حديقة القصر ، صورة من عام 1770

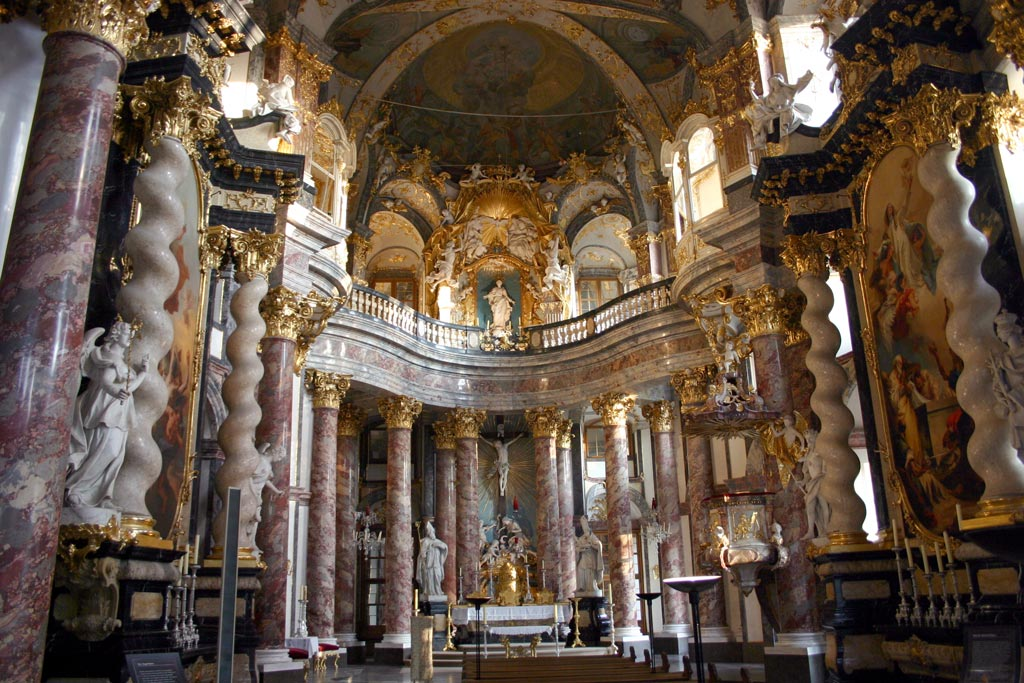
كنيسة هوفكيرشي داخل القصر

## روابط أخرى
- صفحة إقامة فورتسبورغ في موقع اليونيسكو
- الموقع الرسمي لإقامة فورتسبورغ